# Dominik Bùi Văn Úy
Św. Dominik Bùi Văn Úy (wiet. Ðaminh Bùi Văn Úy) (ur. 1801 lub 1812 r. w Tiên Môn, prowincja Thái Bình w Wietnamie – zm. 19 grudnia 1839 r. w Cổ Mễ, prowincja Bắc Ninh w Wietnamie) – katechista, tercjarz dominikański, męczennik, święty Kościoła katolickiego.
Dominik Bùi Văn Úy urodził się w Tiên Môn, prowincja Thái Bình, data nie jest znana. Podczas prześladowań został aresztowany 29 czerwca 1838 r. razem z dominikaninem ojcem Piotrem Nguyễn Văn Tự. Torturowano go, a ponieważ odmówił podeptania krzyża został skazany na śmierć i stracony przez uduszenie 19 grudnia 1839 r.
Dzień wspomnienia: 24 listopada w grupie 117 męczenników wietnamskich.
Beatyfikowany 27 maja 1900 r. przez Leona XIII, kanonizowany przez Jana Pawła II 19 czerwca 1988 r. w grupie 117 męczenników wietnamskich.